# Шанковський Петро
Отець Петро́ Шанко́вський  (1794 — 12 січня 1870, Броди) — руський (український) політичний діяч, батько Амвросія Шанковського, греко-католицький священник, парох і декан (УГКЦ) станиславівський.

## Життєпис
Народився 1795 року. 1819 року висвячений на одруженого священника. Був парохом у Лопатині (до 1838), обслуговував також Опліцько (до 1835), потім парох у Лешневі (1838–1841). У 1836–1841 роках — Щуровицький декан. 1841 року переведений до Станиславова. Декан станиславівський у 1841–1852 роках, почесний крилошанин Львівської греко-католицької капітули (1851–1870).
1848 року організував при допомозі інших священиків народне ополчення на Гуцульщині, яке відбило від польської національної гвардії місто Станіславів.

## Нагороди
- Золотий хрест заслуги з короною (1851)[1][2].